# Lineare Algebra
Die lineare Algebra (auch Vektoralgebra) ist ein Teilgebiet der Mathematik, das sich mit Vektorräumen beschäftigt. Ähnlich wie in anderen Teilgebieten der Mathematik, sind die strukturerhaltenden Abbildungen, welche in der linearen Algebra die linearen Abbildungen sind, von besonderem Interesse. Diese können durch Matrizen repräsentiert werden. Die lineare Algebra schließt insbesondere auch die Betrachtung von linearen Gleichungssystemen mit ein.
Vektorräume und deren lineare Abbildungen sind ein wichtiges Hilfsmittel in vielen Bereichen der Mathematik. Außerhalb der reinen Mathematik finden sich Anwendungen unter anderem in den Naturwissenschaften, in der Informatik und in der Wirtschaftswissenschaft (zum Beispiel in der Optimierung).
Die lineare Algebra entstand aus zwei konkreten Anforderungen heraus: einerseits dem Lösen von linearen Gleichungssystemen, andererseits der rechnerischen Beschreibung geometrischer Objekte, der sogenannten analytischen Geometrie (daher bezeichnen manche Autoren lineare Algebra als lineare Geometrie).

## Geschichte
Die Anfänge der Algebra und somit auch der Begriff selbst gehen weitestgehend auf den persisch-choresmischen Mathematiker, Astronomen, Geographen und Universalgelehrten Al-Chwarizmi zurück, der aufgrund der Islamisierung im Iran seine Werke ins Arabische übersetzen musste und so auf den Namen „al-jabr“ kam. Daraus leitet sich der Begriff der Algebra her.
Während die Entwicklung der Algebra bereits im alten Ägypten begann, entstand die lineare Algebra als eigenständiges Teilgebiet erst im 17. Jahrhundert mit der Theorie der Determinante. Die Entwicklung dieser Theorie wurde unabhängig voneinander von Gottfried Wilhelm Leibniz und Seki Takakazu gestartet. Im Jahr 1750 veröffentlichte dann Gabriel Cramer die nach ihm benannte cramersche Regel. Damit war man erstmals im Besitz einer Lösungsformel für viele lineare Gleichungssysteme.
Die Geschichte der modernen linearen Algebra reicht zurück bis in die Jahre 1843 und 1844. 1843 erdachte William Rowan Hamilton (von dem der Begriff Vektor stammt) mit den Quaternionen eine Erweiterung der komplexen Zahlen. 1844 veröffentlichte Hermann Graßmann sein Buch Die lineale Ausdehnungslehre. Arthur Cayley führte dann 1857 mit den {\displaystyle (2\times 2)}-Matrizen eine der grundlegendsten algebraischen Ideen ein.
Ab dem 20. Jahrhundert befasste man sich dann mehrheitlich mit dem Begriff des Vektorraums. Insbesondere die Mathematiker August Ferdinand Möbius, Constantin Carathéodory und Hermann Weyl leisteten hierfür die Vorarbeit. So wurde beispielsweise festgestellt, dass lineare Abbildungen zwischen endlichdimensionalen Vektorräumen durch Matrizen beschrieben werden können. Auf dieser Erkenntnis basierend konnte Stefan Banach als Erster eine axiomatische Definition für reelle Vektorräume angeben.

## Lineare Gleichungssysteme
Als lineares Gleichungssystem bezeichnet man eine Zusammenfassung von Gleichungen der Art
{\displaystyle x_{1}+x_{2}=1}
{\displaystyle 3x_{1}+6x_{2}=4}
Derartige Gleichungssysteme erhält man aus vielen alltäglichen Fragestellungen, beispielsweise:
In welchem Verhältnis muss man eine 30%ige Lösung (entspricht {\displaystyle x_{1}}) und eine 60%ige Lösung (entspricht {\displaystyle x_{2}}) mischen, um eine 40%ige Lösung zu erhalten?
Der wesentliche Abstraktionsschritt der linearen Algebra besteht nun darin, die linken Seiten als eine Funktion {\displaystyle A} der Unbekannten {\displaystyle x=(x_{1},x_{2})} (in diesem Fall die Menge der jeweiligen Lösungen) aufzufassen:
{\displaystyle A(x)={\begin{pmatrix}x_{1}+x_{2}\\3x_{1}+6x_{2}\end{pmatrix}}}
Dann wird die Lösung des Gleichungssystems zu der Aufgabe: Finde ein {\displaystyle x}, sodass
{\displaystyle A(x)={\begin{pmatrix}1\\4\end{pmatrix}}}
gilt. Das Übereinanderschreiben ist dabei lediglich ein Formalismus, um mit mehr als einer Zahl gleichzeitig umgehen zu können.
Statt {\displaystyle A} schreibt man auch einfach die relevanten Zahlen in Form eines Rechtecks auf und nennt das Objekt eine Matrix:
{\displaystyle A={\begin{pmatrix}1&1\\3&6\end{pmatrix}}}
Man stellt fest, dass die Funktion {\displaystyle A} spezielle Eigenschaften hat, sie ist eine lineare Abbildung. Ist {\displaystyle x} eine Lösung für das Gleichungssystem {\displaystyle A(x)=b}, und {\displaystyle y} eine Lösung des Gleichungssystems {\displaystyle A(y)=c}, so ist
{\displaystyle z=x+y={\begin{pmatrix}x_{1}+y_{1}\\x_{2}+y_{2}\end{pmatrix}}}
eine Lösung von {\displaystyle A(z)=b+c}. Man kann das auch in der Form {\displaystyle A(x+y)=A(x)+A(y)} schreiben. Ist weiter {\displaystyle \lambda } irgendeine reelle Zahl, so ist {\displaystyle A(\lambda x)=\lambda \cdot A(x)}; dabei ist
{\displaystyle \lambda x={\begin{pmatrix}\lambda x_{1}\\\lambda x_{2}\end{pmatrix}}}.

## Analytische Geometrie
Der andere Ursprung der linearen Algebra findet sich in der rechnerischen Beschreibung des 2- und 3-dimensionalen (euklidischen) Raumes, auch „Anschauungsraum“ genannt. Mit Hilfe eines Koordinatensystems können Punkte im Raum durch Tripel {\displaystyle (x_{1},x_{2},x_{3})} von Zahlen beschrieben werden. Der Abbildungstyp der Verschiebung führt zum Begriff des Vektors, der Richtung und Betrag der Verschiebung angibt. Viele physikalische Größen, beispielsweise Kräfte, haben stets diesen Richtungsaspekt.
Da man auch Vektoren durch Zahlentripel {\displaystyle (a_{1},a_{2},a_{3})} beschreiben kann, verschwimmt die Trennung zwischen Vektoren und Punkten: Einem Punkt {\displaystyle P} entspricht sein Ortsvektor, der vom Koordinatenursprung nach {\displaystyle P} zeigt.
Viele der in der klassischen Geometrie betrachteten Abbildungstypen, beispielsweise Drehungen um Achsen durch den Ursprung oder Spiegelungen an Ebenen durch den Ursprung, gehören zur Klasse der linearen Abbildungen, die schon oben erwähnt wurde.

## Vektorräume und lineare Algebra
Der Begriff des Vektorraumes entsteht als Abstraktion der obigen Beispiele: Ein Vektorraum ist eine Menge, deren Elemente Vektoren genannt werden, zusammen mit
- einer Addition von Vektoren
- einer Multiplikation von Vektoren mit Elementen eines fixierten Körpers, Skalarmultiplikation (äußere Multiplikation) genannt.

Diese Addition und die Skalarmultiplikation müssen noch einige einfache Eigenschaften erfüllen, die auch für die Vektoren im Anschauungsraum gelten.
Man könnte sagen, dass Vektorräume gerade so definiert sind, dass man von linearen Abbildungen zwischen ihnen sprechen kann.
In gewisser Weise ist der Begriff des Vektorraums für die lineare Algebra bereits zu allgemein. Jedem Vektorraum ist eine Dimension zugeordnet, beispielsweise hat die Ebene Dimension {\displaystyle 2} und der Anschauungsraum die Dimension {\displaystyle 3}. Es gibt aber Vektorräume, deren Dimension nicht endlich ist, wodurch viele der bekannten Eigenschaften verloren gehen. Es hat sich aber als sehr erfolgreich erwiesen, unendlichdimensionale Vektorräume mit einer zusätzlichen topologischen Struktur auszustatten; die Untersuchung topologischer Vektorräume ist Gegenstand der Funktionalanalysis.
(Der Rest dieses Artikels beschäftigt sich mit dem Fall endlicher Dimensionen.)

## Wichtige Sätze und Ergebnisse
Jeder Vektorraum hat (unter der Annahme, dass das Auswahlaxiom gilt,) mindestens eine Basis. Die Basis kann endlich oder unendlich viele Elemente enthalten. 
Falls ein Vektorraum eine Basis aus endlich vielen Elementen hat, haben alle Basen dieses Vektorraumes endlich viele Elemente und die Anzahl der Elemente ist für alle Basen gleich. Falls ein Vektorraum eine Basis aus unendlich vielen Elementen hat, haben alle Basen dieses Vektorraumes unendlich viele Elemente. Deshalb ist es sinnvoll, von der Dimension eines Vektorraumes als die Anzahl der Elemente einer Basis sowie von endlich- und unendlich-dimensionalen Vektorräumen zu sprechen. Für Summen und Durchschnitte von Untervektorräumen gilt die Dimensionsformel und für die Dimensionen von Faktorräumen eines endlich-dimensionalen Vektorraumes {\displaystyle V} die Formel {\displaystyle \dim V/U=\dim V-\dim U}.
Jede lineare Abbildung {\displaystyle f\colon V\to W} ist durch die Angabe der Bilder einer Basis von {\displaystyle V} eindeutig festgelegt. Für lineare Abbildungen gelten der Homomorphiesatz und der Rangsatz. Lineare Abbildungen können bezüglich fest gewählter Basen durch Matrizen dargestellt werden. Dabei entspricht der Hintereinanderausführung von linearen Abbildungen die Multiplikation ihrer Darstellungsmatrizen.
Ein lineares Gleichungssystem {\displaystyle A\cdot x=b} mit {\displaystyle A\in \mathbb {K} ^{{m}\times {n}}}, {\displaystyle b\in \mathbb {K} ^{m}} und {\displaystyle x\in \mathbb {K} ^{n}} ist genau dann lösbar, wenn der Rang der Matrix {\displaystyle A} gleich dem Rang der erweiterten Koeffizientenmatrix {\displaystyle {\begin{pmatrix}A&b\end{pmatrix}}} ist. In diesem Fall ist die Lösungsmenge des Systems ein affiner Unterraum von {\displaystyle \mathbb {K} ^{n}} der Dimension {\displaystyle n-\mathrm {rang} (A)}. Für nicht zu große Gleichungssysteme können die Rangbestimmung und die Berechnung des Lösungsraumes mit dem Gaußschen Eliminationsverfahren durchgeführt werden.
Eine lineare Abbildung {\displaystyle f\colon V\to V} (also ein Endomorphismus) eines endlichdimensionalen Vektorraumes {\displaystyle V} ist bereits invertierbar, wenn sie injektiv oder surjektiv ist. Dies ist wiederum genau dann der Fall, wenn ihre Determinante ungleich null ist. Hieraus folgt, dass die Eigenwerte eines Endomorphismus genau die Nullstellen seines charakteristischen Polynoms sind. Eine weitere wichtige Aussage über das charakteristische Polynom ist der Satz von Cayley-Hamilton.
Ein Endomorphismus (beziehungsweise eine quadratische Matrix) ist genau dann diagonalisierbar, wenn das charakteristische Polynom in Linearfaktoren zerfällt und für jeden Eigenwert dessen algebraische Vielfachheit gleich der geometrischen Vielfachheit, also die Nullstellenordnung des Eigenwerts im charakteristischen Polynom gleich der Dimension des zugehörigen Eigenraumes ist. Äquivalent dazu ist die Existenz einer Basis des Vektorraumes, die aus Eigenvektoren der linearen Abbildung besteht. Endomorphismen, deren charakteristisches Polynom in Linearfaktoren zerfällt, sind immerhin noch trigonalisierbar, können also durch eine Dreiecksmatrix dargestellt werden. Ein etwas tiefer liegendes Ergebnis ist, dass die darstellende Matrix dabei sogar in jordansche Normalform gebracht werden kann.
In Vektorräumen, auf denen zusätzlich ein Skalarprodukt {\displaystyle \langle \cdot ,\cdot \rangle } gegeben ist, wird durch {\displaystyle \|x\|:={\sqrt {\langle x,x\rangle }}} eine Norm definiert. In diesen Skalarprodukträumen existieren stets Orthonormalbasen, die etwa durch das Gram-Schmidtsche Orthonormalisierungsverfahren konstruiert werden können. Nach dem Projektionssatz kann man in diesen Räumen die Bestapproximation aus einem Untervektorraum durch orthogonale Projektion bestimmen.
Bezüglich der Diagonalisierbarkeit von Endomorphismen in Skalarprodukträumen stellt sich die Frage, ob eine Orthonormalbasis aus Eigenvektoren existiert. Das zentrale Resultat hierzu ist der Spektralsatz. Insbesondere gilt im reellen Fall: Zu jeder symmetrischen Matrix {\displaystyle A\in \mathbb {\mathbb {R} } ^{{n}\times {n}}} gibt es eine orthogonale Matrix {\displaystyle Q}, sodass {\displaystyle Q^{T}AQ} eine Diagonalmatrix ist. Wendet man dieses Ergebnis auf quadratische Formen an, ergibt sich der Satz von der Hauptachsentransformation.
Auch Bilinearformen und Sesquilinearformen können bei fest gewählten Basen durch Matrizen dargestellt werden. Eine Bilinearform ist genau dann symmetrisch und positiv definit, also ein Skalarprodukt, wenn ihre darstellende Matrix symmetrisch und positiv definit ist. Eine symmetrische Matrix ist genau dann positiv definit, wenn alle ihre Eigenwerte positiv sind. Allgemein gilt für symmetrische Bilinearformen und hermitesche Sesquilinearformen der Trägheitssatz von Sylvester, der besagt, dass die Anzahl der positiven und negativen Eigenwerte der darstellenden Matrizen nicht von der Wahl der Basis abhängen.

## Vektoren und Matrizen
Vektoren endlichdimensionaler Räume können durch ihre Komponenten beschrieben werden, die (je nach Anwendung) als Spaltenvektor
{\displaystyle \mathbf {a} ={\begin{pmatrix}3\\7\\2\end{pmatrix}}}
oder Zeilenvektor
{\displaystyle \mathbf {b} ={\begin{pmatrix}4&6&3&7\end{pmatrix}}}
geschrieben werden. Häufig werden Zeilenvektoren mit einem hochgestellten T für transponiert, wie {\displaystyle b^{T}}, gekennzeichnet.
In der Literatur werden Vektoren auf unterschiedliche Weise von anderen Größen unterschieden: Es werden Kleinbuchstaben, fettgedruckte Kleinbuchstaben, unterstrichene Kleinbuchstaben, Kleinbuchstaben mit einem Pfeil darüber oder kleine Frakturbuchstaben benutzt. Dieser Artikel verwendet Kleinbuchstaben.
Eine Matrix wird durch ein „Raster“ von Zahlen angegeben. Hier ist eine Matrix mit vier Zeilen und drei Spalten:
{\displaystyle \mathbf {M} ={\begin{pmatrix}8&2&9\\4&8&2\\8&3&7\\5&9&1\end{pmatrix}}}
Matrizen werden meistens mit Großbuchstaben bezeichnet.
Einzelne Elemente eines Vektors werden bei Spaltenvektoren in der Regel durch einen Index angegeben: Das zweite Element des oben angegebenen Vektors {\displaystyle a} wäre dann {\displaystyle a_{2}=7}. In Zeilenvektoren wird manchmal eine Hochzahl verwendet, wobei man aufpassen muss, ob eine Vektorindizierung oder ein Exponent vorliegt: Mit dem obigen Beispiel {\displaystyle b} hat man etwa {\displaystyle b^{4}=7}. Matrixelemente werden durch zwei Indizes angegeben. Dabei werden die Elemente durch Kleinbuchstaben dargestellt: {\displaystyle m_{2,3}=2} ist das Element in der zweiten Zeile der dritten Spalte (statt „in der dritten Spalte der zweiten Zeile“, denn so lässt sich {\displaystyle m_{2,3}} leichter lesen).
Der verallgemeinerte Begriff dieser Gebilde ist Tensor, Skalare sind Tensoren nullter Stufe, Vektoren Tensoren erster Stufe, Matrizen Tensoren zweiter Stufe. Ein Tensor {\displaystyle n}-ter Stufe kann durch einen {\displaystyle n}-dimensionalen Zahlenwürfel repräsentiert werden.
Oftmals ist es erforderlich, Matrizen mittels elementarer Zeilenumformungen oder Basiswechsel auf eine spezielle Form zu bringen. Wichtig sind dabei insbesondere die Dreiecksform, die Diagonalform und die jordansche Normalform.

## Endomorphismen und quadratische Matrizen
Bei der Darstellung einer linearen Abbildung – wie unter Matrix beschrieben – gibt es den Sonderfall einer linearen Abbildung {\displaystyle f} eines endlichdimensionalen Vektorraums auf sich selbst (eines sog. Endomorphismus). Man kann dann dieselbe Basis {\displaystyle v} für Urbild- und Bildkoordinaten verwenden und erhält eine quadratische Matrix {\displaystyle A}, sodass die Anwendung der linearen Abbildung der Linksmultiplikation mit {\displaystyle A} entspricht.
Um die Abhängigkeit von {\displaystyle f} und {\displaystyle v} zum Ausdruck zu bringen, verwendet man Schreibweisen wie {\displaystyle A=M_{v}(f)} oder {\displaystyle A={}_{v}f_{v}}. Die zweimalige Hintereinanderausführung dieser Abbildung entspricht dann der Multiplikation mit {\displaystyle A^{2}} usw., und man kann alle polynomialen Ausdrücke mit {\displaystyle A} (Summen von Vielfachen von Potenzen von {\displaystyle A}) als lineare Abbildungen des Vektorraums auffassen.

### Invertierbarkeit
Zu einer invertierbaren Matrix {\displaystyle A} existiert eine inverse Matrix {\displaystyle A^{-1}} mit {\displaystyle A^{-1}A=AA^{-1}=E}. Analog zur Rechenregel {\displaystyle x^{0}=1} bei Zahlen ist die nullte Potenz einer quadratischen Matrix die Diagonalmatrix {\displaystyle E} (Einheitsmatrix) mit Einsen auf der Diagonalen und in der alle restlichen Elemente Null sind, sie entspricht der Identitätsabbildung jedes Vektors auf sich selbst. Negative Potenzen einer quadratischen Matrix {\displaystyle A} lassen sich nur berechnen, wenn die durch {\displaystyle A} gegebene lineare Abbildung invertierbar ist, also keine zwei unterschiedlichen Vektoren {\displaystyle u_{1}} und {\displaystyle u_{2}} auf denselben Vektor {\displaystyle Au_{1}=Au_{2}} abbildet. Anders ausgedrückt, muss für eine invertierbare Matrix {\displaystyle A} aus {\displaystyle u_{1}-u_{2}\neq 0} stets {\displaystyle A(u_{1}-u_{2})\neq 0} folgen, das lineare Gleichungssystem {\displaystyle Au=0} darf also nur die Lösung {\displaystyle 0} haben.

### Determinanten
Eine Determinante ist eine spezielle Funktion, die einer quadratischen Matrix eine Zahl zuordnet. Diese Zahl gibt Auskunft über einige Eigenschaften der Matrix. Beispielsweise lässt sich an ihr erkennen, ob eine Matrix invertierbar ist. Eine weitere wichtige Anwendung ist die Berechnung des charakteristischen Polynoms und damit der Eigenwerte der Matrix.
Es gibt geschlossene Formeln zur Berechnung der Determinanten, wie den Laplace’schen Entwicklungssatz oder die Leibniz-Formel. Diese Formeln sind jedoch eher von theoretischem Wert, da ihr Aufwand bei größeren Matrizen stark ansteigt. In der Praxis kann man Determinanten am leichtesten berechnen, indem man die Matrix mit Hilfe des Gauß-Algorithmus in obere oder untere Dreiecksform bringt, die Determinante ist dann einfach das Produkt der Hauptdiagonalelemente.

## Beispiel
Obige Begriffe sollen an einem durch die Fibonacci-Folge motivierten Beispiel verdeutlicht werden.

### Berechnung von Potenzen mittels Diagonalisierung
Die Fibonacci-Folge {\displaystyle f_{n}} ist rekursiv durch die Gleichungen {\displaystyle f_{0}=0}, {\displaystyle f_{1}=1} und {\displaystyle f_{n+1}=f_{n}+f_{n-1}} für {\displaystyle n\geq 1} definiert, was gleichbedeutend ist mit
{\displaystyle {\begin{pmatrix}f_{1}\\f_{0}\end{pmatrix}}={\begin{pmatrix}1\\0\end{pmatrix}}}
und
{\displaystyle {\begin{pmatrix}f_{n+1}\\f_{n}\end{pmatrix}}={\begin{pmatrix}1&1\\1&0\end{pmatrix}}\cdot {\begin{pmatrix}f_{n}\\f_{n-1}\end{pmatrix}}\quad {\text{für}}\quad n\geq 1},
woraus durch Iteration die nichtrekursive Formel
{\displaystyle {\begin{pmatrix}f_{n+1}\\f_{n}\end{pmatrix}}={\begin{pmatrix}1&1\\1&0\end{pmatrix}}^{n}\cdot {\begin{pmatrix}1\\0\end{pmatrix}}\quad {\text{für}}\quad n\geq 0}
folgt, in der die {\displaystyle n}-te Potenz einer Matrix {\displaystyle A} vorkommt.
Das Verhalten einer solchen Matrix bei Potenzierung ist nicht leicht zu erkennen; hingegen wird die {\displaystyle n}-te Potenz einer Diagonalmatrix einfach durch Potenzierung jedes einzelnen Diagonaleintrags berechnet. Wenn es nun eine invertierbare Matrix {\displaystyle T} gibt, sodass {\displaystyle T^{-1}AT} Diagonalform hat, lässt sich die Potenzierung von {\displaystyle A} auf die Potenzierung einer Diagonalmatrix zurückführen gemäß der Gleichung {\displaystyle (T^{-1}AT)^{n}=T^{-1}A^{n}T} (die linke Seite dieser Gleichung ist dann die {\displaystyle n}-te Potenz einer Diagonalmatrix). Allgemein lässt sich durch Diagonalisierung einer Matrix ihr Verhalten (bei Potenzierung, aber auch bei anderen Operationen) leichter erkennen.
Fasst man {\displaystyle A={}_{v}f_{v}} als Matrix einer linearen Abbildung auf, so ist die Transformationsmatrix {\displaystyle T} die Basiswechselmatrix zu einer anderen Basis {\displaystyle v'}, also {\displaystyle T={}_{v}e_{v'}} (wobei die Identitätsabbildung {\displaystyle e} jeden Vektor auf sich selbst abbildet). Dann ist nämlich {\displaystyle T^{-1}AT={}_{v'}f_{v'}}.
Im oben genannten Beispiel lässt sich eine Transformationsmatrix {\displaystyle T} finden, sodass
{\displaystyle T^{-1}\cdot A\cdot T={\begin{pmatrix}\phi &0\\0&1-\phi \end{pmatrix}}}
eine Diagonalmatrix ist, in der der goldene Schnitt {\displaystyle \phi ={\frac {1+{\sqrt {5}}}{2}}} vorkommt. Hieraus erhält man schließlich die Formel von Binet:
{\displaystyle f_{n}={\frac {1}{\sqrt {5}}}\cdot \left[\left({\frac {1+{\sqrt {5}}}{2}}\right)^{n}-\left({\frac {1-{\sqrt {5}}}{2}}\right)^{n}\right]}

### Eigenwerte
Wie kommt man von der Matrix {\displaystyle A} auf die Zahl {\displaystyle \phi }? An der Diagonalmatrix erkennt man sofort
{\displaystyle {\begin{pmatrix}\phi &0\\0&1-\phi \end{pmatrix}}\cdot {\begin{pmatrix}1\\0\end{pmatrix}}={\begin{pmatrix}\phi \\0\end{pmatrix}}},
dass es also einen Vektor {\displaystyle u} ungleich Null gibt, der durch Multiplikation mit der Diagonalmatrix komponentenweise vervielfacht (genauer: ver-{\displaystyle \phi }-facht) wird: {\displaystyle (T^{-1}AT)u=\phi u}. Die Zahl {\displaystyle \phi } heißt wegen dieser Eigenschaft ein Eigenwert der Matrix {\displaystyle T^{-1}AT} (mit Eigenvektor {\displaystyle u}). Im Fall von Diagonalmatrizen sind die Eigenwerte gleich den Diagonaleinträgen.
{\displaystyle \phi } ist aber auch zugleich Eigenwert der ursprünglichen Matrix {\displaystyle A} (mit Eigenvektor {\displaystyle Tu}, denn {\displaystyle A(Tu)=\phi (Tu)}), die Eigenwerte bleiben bei Transformation der Matrix also unverändert. Die Diagonalform der Matrix {\displaystyle A} ergibt sich demnach aus deren Eigenwerten, und um die Eigenwerte von {\displaystyle A} zu finden, muss man untersuchen, für welche Zahlen {\displaystyle x} das lineare Gleichungssystem {\displaystyle Au=xu} eine von Null verschiedene Lösung {\displaystyle u} hat (oder, anders ausgedrückt, die Matrix {\displaystyle xE-A} nicht invertierbar ist).
Die gesuchten Zahlen {\displaystyle x} sind genau diejenigen, die die Determinante der Matrix {\displaystyle xE-A} zu Null machen. Diese Determinante ist ein polynomialer Ausdruck in {\displaystyle x} (das sogenannte charakteristische Polynom von {\displaystyle A}); im Falle der oben genannten 2×2-Matrix {\displaystyle A} ergibt dies die quadratische Gleichung {\displaystyle x^{2}-x-1=0} mit den beiden Lösungen {\displaystyle x=\phi } und {\displaystyle x=1-\phi }. Die zugehörigen Eigenvektoren sind Lösungen der linearen Gleichungssysteme {\displaystyle Au=\phi u} beziehungsweise {\displaystyle Au=(1-\phi )u}, sie bilden dann die Spalten der Transformationsmatrix {\displaystyle T}.

### Diagonalisierbarkeit
Ob eine Matrix diagonalisierbar ist, hängt vom verwendeten Zahlbereich ab. {\displaystyle A} ist zum Beispiel über den rationalen Zahlen nicht diagonalisierbar, weil die Eigenwerte {\displaystyle \phi } und {\displaystyle 1-\phi } irrationale Zahlen sind. Die Diagonalisierbarkeit kann aber auch unabhängig vom Zahlbereich scheitern, wenn nicht „genügend“ Eigenwerte vorhanden sind; so hat etwa die Jordanform-Matrix
{\displaystyle {\begin{pmatrix}1&1\\0&1\end{pmatrix}}}
nur den Eigenwert {\displaystyle 1} (als Lösung der quadratischen Gleichung {\displaystyle (x-1)^{2}=0}) und ist nicht diagonalisierbar. Bei genügend großem Zahlbereich (zum Beispiel über den komplexen Zahlen) lässt sich aber jede Matrix diagonalisieren oder in Jordansche Normalform transformieren.
Da die Transformation einer Matrix dem Basiswechsel einer linearen Abbildung entspricht, besagt diese letzte Aussage, dass man zu einer linearen Abbildung bei genügend großem Zahlbereich stets eine Basis wählen kann, die „auf einfache Weise“ abgebildet wird: Im Fall der Diagonalisierbarkeit wird jeder Basisvektor auf ein Vielfaches von sich abgebildet (ist also ein Eigenvektor); im Fall der Jordanform auf ein Vielfaches von sich plus evtl. den vorigen Basisvektor. Diese Theorie der linearen Abbildung lässt sich auf Körper verallgemeinern, die nicht „genügend groß“ sind; in ihnen müssen neben der Jordanform andere Normalformen betrachtet werden (zum Beispiel die Frobenius-Normalform).